# Castelnovo del Friuli
Castelnovo del Friuli (friülà Cjistielgnûf ) és un municipi italià, dins de la província de Pordenone. L'any 2007 tenia 955 habitants. Limita amb els municipis de Clauzetto, Pinzano al Tagliamento, Tramonti di Sotto, Travesio i Vito d'Asio

## Administració
| Període | Identitat       | Partit         |
| ------- | --------------- | -------------- |
| 2004-   | Lara De Michiel | Centreesquerra |